# Aeroporto Regional de Parintins
O Aeroporto Júlio Belém (ICAO: SWPI, IATA: PIN) está localizado no município de Parintins, Amazonas.
Denomina-se aeroporto regional pelo fato de atender 4 cidades em dois estados diferentes.
Foi inaugurado no dia 20 de setembro de 1982. Antes disso, o aeroporto localizava-se no bairro de Palmares, onde atualmente se localiza o Bumbódromo e o conjunto Macurany, mas, com o crescimento da cidade, foi transferido para a região do Parananema zona rural/suburbana do Município, distante 8km do centro da Cidade.
Possui uma pista de 1800m de asfalto. Tem área de embarque e desembarque de passageiros dotada de raios-x de raquete (mão), de corpo e bagagem de mão, é todo climatizado, dotado de porta automática, pequenos quiosques, uma lanchonete e um terraço panorâmico climatizado.
Geralmente recebe aviões de pequeno porte como Caravan, Brasília e Bandeirante, operados por empresas de táxi aéreo, e aeronaves de médio porte como ATR-42, ATR-72, operados por empresas de aviação regional e nacional. Recebe regularmente voos da Azul Linhas Aéreas, com Embraer E195

## Reforma
É um dos 25 aeroportos do Amazonas incluídos no PDAR - Plano de Desenvolvimento da Aviação Regional, criado em 2012, do Governo Federal, que visa construir e/ou reformar num total de 270 aeroportos em todo o país, e com isso o aeroporto irá ganhar estacionamento novo, passando das atuais 65 vagas para 180, nova torre de controle em alvenaria, ampliação do pátio de aeronaves de grande porte, das atuais 03(três), para 07 (sete), pista de
taxiamento, instalação de esteira de bagagem entre outras adequações no terminal. Ainda está em processo de homologação por parte da Anac e Infraero, a operação de voos da TAM para escala nos trechos Manaus - Belém e Manaus - Brasília..